# Тележка Брайтенберга
«Тележка Брайтенберга» (англ. Braitenberg vehicle) — концепция, задуманная в мыслительном эксперименте итало-австрийским кибернетистом Валентино Брайтенбергом.
Движение транспортного средства напрямую контролируется некоторыми датчиками (например, фотоэлементами). Однако возникающее поведение может показаться сложным или даже интеллектуальным.

## Механизм

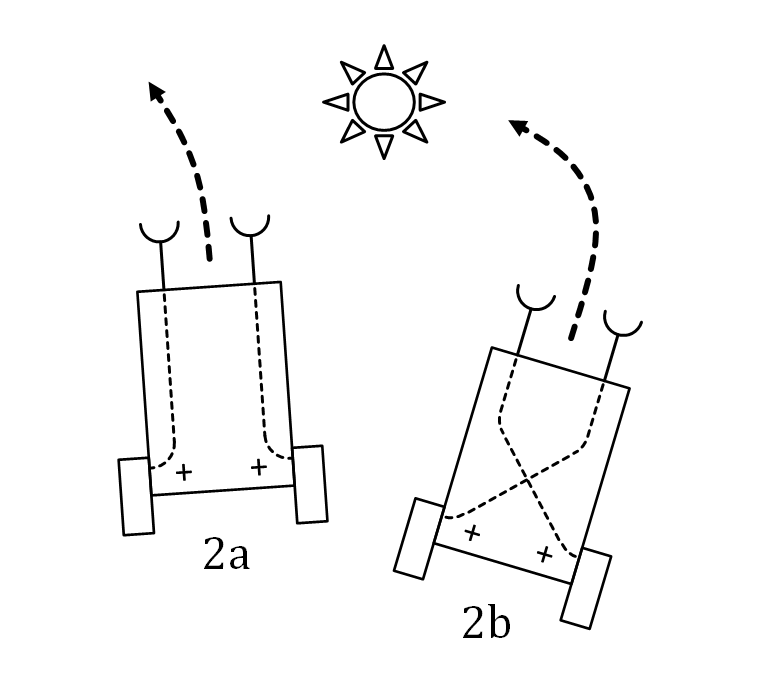
Транспортные средства 2a, 2b

Автомобиль Braitenberg является агентом, который может автономно перемещаться на основе своих входов датчиков. Он имеет примитивные датчики, которые измеряют некоторый стимул в точке, и колеса (каждый из которых управляется собственным двигателем), которые функционируют как исполнительные механизмы или эффекторы. В простейшей конфигурации датчик непосредственно подключается к эффектору, так что воспринимаемый сигнал немедленно вызывает движение колеса.
В зависимости от того, как подключены датчики и колеса, автомобиль демонстрирует различное поведение (которое может быть целевым). Это означает, что, в зависимости от проводки датчика-двигателя, он стремится к достижению определенных ситуаций и избегать других, меняя курс при изменении ситуации.
Соединения между датчиками и исполнительными механизмами для простейших транспортных средств (2 и 3) могут быть ипсилатеральными или контралатеральными, а также возбуждающими или тормозящими, производя четыре комбинации с различным поведением; страха, агрессии и симпатии, любви.

## Примеры
Следующие примеры — некоторые из самых простых автомобилей Брайтенберга.

### Автомобиль 1 — Вокруг
Первый автомобиль имеет один датчик (например, температурный датчик), который прямо стимулирует его одиночное колесо прямо пропорциональным образом. Автомобиль может стоять неподвижно или двигаться вперед с переменной скоростью. Эффект трения заставит транспортное средство непредсказуемым образом двигаться на низких скоростях (то есть при низких температурах) таким же образом, как Броуновское движение.
Такое поведение может быть понято человеком-наблюдателем как «живое», похожее на насекомое и «беспокойное», никогда не останавливающееся в своем движении.

### Автомобиль 2a
Несколько более сложный агент имеет два (левый и правый) симметричных датчика (например, светоделители), каждый из которых стимулирует колесо на одной стороне тела. Это транспортное средство представляет собой модель отрицательного животного tropotaxis. Он подчиняется следующему правилу:
- Больше света справа → правое колесо поворачивается быстрее → поворачивается влево, дальше от света.

Это более эффективно, как поведение, чтобы убежать от источника света, поскольку существо может двигаться в разных направлениях и стремится ориентироваться в направлении, из которого приходит наименьший свет.
В другом варианте соединения являются отрицательными или тормозящими: больше света → более медленное движение. В этом случае агенты удаляются от темноты и к свету.

### Автомобиль 2b
Агент имеет те же два (левый и правый) симметричные датчики (например, светоделители), но каждый из них стимулирует колесо на другой стороне тела. Он подчиняется следующему правилу:
- Больше света влево → правое колесо поворачивается быстрее → поворачивается влево, ближе свет.

В результате робот следует за светом; он движется ближе к свету.

## Поведение
В сложной среде с несколькими источниками стимулов транспортные средства Брайтенберга проявят сложное и динамичное поведение.
В зависимости от соединений между датчиками и исполнительными механизмами автомобиль Braitenberg может перемещаться близко к источнику, но не прикасаться к нему, быстро убегать или описывать круги или фигуры из восьми вокруг точки.
Такое поведение, несомненно, является целенаправленным, гибким и адаптивным, и может показаться даже интеллектуальным, каким образом минимальный интеллект приписывается таракану. Тем не менее, функционирование агента чисто механическое, без каких-либо обработки информации или других, очевидно, когнитивных процессов.
Часто BEAM robotics реализует подобные виды поведения.